# 天津音乐广播
天津广播电视台音乐广播 (99.0 FM、 1008 AM)，简称天津音乐广播，是天津广播电视台的一套广播频率，全天以播放流行音乐为主，另有少量新闻评论节目。该频率目前在天津电视塔发射，发射功率为10千瓦，覆盖天津全市、河北廊坊、北京。